# Korać-Cup 1974/75
Die Saison 1974/75 war die 4. Spielzeit des Korać-Cup, der von der FIBA Europa ausgetragen wurde.
Den Titel gewann zum dritten Mal in Folge Birra Forst Cantù aus Italien.

## Modus
Es nahmen 40 Mannschaften aus 15 Nationen teil. Zuerst spielten 26 Teams in der 1. Runde um den Einzug in die nächste Runde. Die Gewinner dieser Duelle trafen in Runde 2 auf dreizehn gesetzte Klubs. Die Gewinner dieser Spiele qualifizierten sich für die Gruppenphase, ebenso der Titelverteidiger, der für diese gesetzt war.
Die Gruppenphase bestand aus vier Gruppen mit je vier Teams. Der Erstplatzierte jeder Gruppe erreichte das Halbfinale, gefolgt vom Finale. Die Sieger der Spielpaarungen in der Gruppenphase wurden in Hin- und Rückspiel ermittelt. Entscheidend war das Gesamtergebnis beider Spiele. Wer dies für sich entschied, bekam den Sieg gutgeschrieben.
Die Sieger der Spielpaarungen in Runde 1, Runde 2 und im Halbfinale, sowie im Finale, wurden ebenfalls in Hin- und Rückspiel ermittelt.

## Teilnehmer
| Teilnehmer     | Teilnehmer | Teilnehmer           | Teilnehmer         | Teilnehmer        | Teilnehmer                        | Teilnehmer   | Teilnehmer   | Teilnehmer   | Teilnehmer          |
| Land           | Anzahl     | Mannschaften         | Mannschaften       | Mannschaften      | Mannschaften                      | Mannschaften | Mannschaften | Mannschaften | Mannschaften        |
| -------------- | ---------- | -------------------- | ------------------ | ----------------- | --------------------------------- | ------------ | ------------ | ------------ | ------------------- |
| Frankreich     | 8          | Olympique d’Antibes  | ASVEL Basket Lyon  | Caen BC           | Chorale Roanne Basket             | AS Monaco    | ASPO Tours   | JA Vichy     | ASC Denain-Voltaire |
| Griechenland   | 4          | CHAN Thessaloniki    | Panellinios GS     | Aris Thessaloniki | PAOK Thessaloniki                 |              |              |              |                     |
| Italien        | 4          | IBP Stella Azzurra   | Birra Forst Cantù  | Innocenti Milano  | Brina AMG Sebastiani Basket Rieti |              |              |              |                     |
| Belgien        | 3          | Standard Lüttich BC  | Éveil Monceau      | BC Ostende        |                                   |              |              |              |                     |
| BR Deutschland | 3          | 1. FC Bamberg        | USC München        | MTV Wolfenbüttel  |                                   |              |              |              |                     |
| Niederlande    | 3          | Donar Groningen      | Flamingo’s Haarlem | Typsoss Lions     |                                   |              |              |              |                     |
| Spanien        | 3          | FC Barcelona         | Club YMCA España   | UDR Pineda        |                                   |              |              |              |                     |
| Israel         | 2          | Hapoel Gvat/Yagur    | Hapoel Ramat Gan   |                   |                                   |              |              |              |                     |
| Jugoslawien    | 2          | Partizan Belgrad     | Bosna Sarajevo     |                   |                                   |              |              |              |                     |
| Luxemburg      | 2          | Standard Diekirch    | BBC Etzella        |                   |                                   |              |              |              |                     |
| Schweiz        | 2          | Neuchâtel Sports     | Vevey Basket       |                   |                                   |              |              |              |                     |
| Bulgarien      | 1          | Lewski Sofia         |                    |                   |                                   |              |              |              |                     |
| Portugal       | 1          | FC Porto             |                    |                   |                                   |              |              |              |                     |
| Schottland     | 1          | Paisley BC           |                    |                   |                                   |              |              |              |                     |
| Türkei         | 1          | Galatasaray Istanbul |                    |                   |                                   |              |              |              |                     |

- Die beiden sowjetischen Vereine MBK Dynamo Moskau und BK Stroitel waren ursprünglich auch im Teilnehmerfeld und für die Gruppenphase gesetzt, zogen sich aber beide freiwillig zurück.

## 1. Runde
|                     | Gesamt  |                            | Hinspiel | Rückspiel |
| ------------------- | ------- | -------------------------- | -------- | --------- |
| 1. FC Bamberg       | 160:122 | Standard Diekirch          | 82:56    | 78:66     |
| USC München         | 139:193 | Brina AMG Sebastiani Rieti | 86:101   | 53:92     |
| Panellinios GS      | 135:147 | BC Ostende                 | 70:68    | 65:79     |
| Neuchátel Sports    | 146:246 | FC Barcelona               | 69:105   | 77:141    |
| Club YMCA España    | 219:114 | Paisley BC                 | 123:53   | 96:61     |
| XANTH Thessaloniki  | 153:160 | MTV Wolfenbüttel           | 73:69    | 80:91     |
| BBC Etzella         | 146:239 | Donar Groningen            | 78:110   | 68:129    |
| Éveil Monceau       | 156:184 | Lewski Sofia               | 99:108   | 57:76     |
| Hapoel Gvat/Yagur   | 148:132 | Galatasaray Istanbul       | 84:64    | 64:68     |
| ASC Denain-Voltaire | 166:143 | UDR Pineda                 | 83:58    | 83:85     |
| Flamingos Haarlem   | 192:198 | AS Monaco                  | 105:107  | 87:91     |
| Vevey Basket        | 165:193 | Partizan Belgrad           | 85:91    | 80:102    |
| Typsoss Lions       | 164:201 | Bosna Sarajevo             | 81:79    | 83:122    |

## 2. Runde
|                     | Gesamt  |                            | Hinspiel | Rückspiel |
| ------------------- | ------- | -------------------------- | -------- | --------- |
| 1. FC Bamberg       | 141:198 | ASPO Tours                 | 72:77    | 69:121    |
| Standard Lüttich BC | 134:148 | Brina AMG Sebastiani Rieti | 69:67    | 65:81     |
| BC Ostende          | 159:158 | Chorale Roanne Basket      | 81:79    | 78:79     |
| FC Barcelona        | 153:129 | FC Porto                   | 88:36    | 65:83     |
| Olympique d’Antibes | 182:163 | Club YMCA España           | 106:82   | 74:81     |
| MTV Wolfenbüttel    | 164:181 | JA Vichy                   | 102:86   | 62:95     |
| Donar Groningen     | 154:169 | ASVEL Basket               | 90:82    | 64:87     |
| Lewski Sofia        | 124:120 | Aris Thessaloniki          | 60:37    | 64:83     |
| Hapoel Gvat/Yagur   | 130:151 | Stella Azzura Rom          | 59:72    | 71:79     |
| AS Denain-Voltaire  | 170:174 | Innocenti Milano           | 96:76    | 74:98     |
| AS Monaco           | 194:186 | Hapoel Ramat Gan           | 84:74    | 110:112   |
| Partizan Belgrad    | 190:169 | Caen BC                    | 100:79   | 87:90     |
| PAOK Thessaloniki   | 150:158 | Bosna Sarajevo             | 77:74    | 73:83     |

- Außerdem für die Gruppenphase als Titelverteidiger gesetzt:  Birra Forst Cantù

## Gruppenphase

### Gruppe A
In die Gruppe A wurden gelost:
- Birra Forst Cantù
- MBK Dynamo Moskau
- BK Stroitel
- JA Vichy

Alle Teams außer Cantù zogen sich vor Beginn der Gruppenphase freiwillig aus dem Wettbewerb zurück, sodass Birra Forst Cantù kampflos ins Halbfinale einzog.

### Gruppe B
| Team                | Sp | S | N | P+  | P-  |
| ------------------- | -- | - | - | --- | --- |
| 1. Partizan Belgrad | 3  | 2 | 1 | 568 | 509 |
| 2. Innocenti Milano | 3  | 2 | 1 | 522 | 477 |
| 3. ASPO Tours       | 3  | 2 | 1 | 528 | 494 |
| 4. BC Ostende       | 3  | 0 | 3 | 440 | 578 |

### Gruppe C
| Team                          | Sp | S | N | P+  | P-  |
| ----------------------------- | -- | - | - | --- | --- |
| 1. Brina AMG Sebastiani Rieti | 3  | 3 | 0 | 480 | 443 |
| 2. ASVEL Basket Lyon          | 3  | 2 | 1 | 535 | 483 |
| 3. Lewski Sofia               | 3  | 1 | 2 | 480 | 506 |
| 4. AS Monaco                  | 0  | 0 | 3 | 476 | 539 |

### Gruppe D
| Team                   | Sp | S | N | P+  | P-  |
| ---------------------- | -- | - | - | --- | --- |
| 1. FC Barcelona        | 3  | 3 | 0 | 527 | 473 |
| 2. Bosna Sarajevo      | 3  | 2 | 1 | 491 | 494 |
| 3. Stella Azzura Rom   | 3  | 1 | 2 | 482 | 490 |
| 4. Olympique d’Antibes | 3  | 0 | 3 | 510 | 553 |

## Halbfinale
|                            | Gesamt  |                   | Hinspiel | Rückspiel |
| -------------------------- | ------- | ----------------- | -------- | --------- |
| Partizan Belgrad           | 168:172 | Birra Forst Cantù | 101:88   | 67:84     |
| Brina AMG Sebastiani Rieti | 126:135 | FC Barcelona      | 63:48    | 63:87     |

## Finale
|              | Gesamt  |                   | Hinspiel | Rückspiel |
| ------------ | ------- | ----------------- | -------- | --------- |
| FC Barcelona | 154:181 | Birra Forst Cantù | 69:71    | 85:110    |

- Final-Topscorer:  Jesús Iradier (FC Barcelona): 44 Punkte